# Manuel Narro
Manuel Narro Campos (Valencia, 1729 - Valencia, 14 de septiembre de 1776). Organista y compositor español.
Formado en la tradición de la escuela levantina de tecla y composición, estilísticamente se sitúa en la transición del Barroco al Clasicismo.

## Biografía
A los 9 años fue infantillo de la Capilla musical de la iglesia del Corpus Christi de la ciudad de Valencia, donde se introdujo a la música y quizá escribió alguna obra. A los veinte años fue nombrado organista, supliendo a Francisco Vicente, y en 1752 ocupó el mismo cargo en la Colegiata de Játiva. Posteriormente, cuando ya era presbítero, ejerció en la Catedral de Valencia la maestría y el cargo de organista, aunque sólo durante 5 meses pues, sin que se conozca el motivo, en breve tiempo regresó a Játiva. Su último puesto, a partir de 1768, fue en el Convento de las Descalzas Reales de Madrid. En 1775, sintiéndose enfermo, hace testamento en Madrid y regresa a su Valencia natal donde morirá al poco tiempo.
Se conservan de él obras para tecla y un Concierto para clave e instrumentos de cuerda.